# Ilsa Konrads
Ilsa Konrads (lettisk: Ilze Konrade; 29. marts 1944 i Riga i Reichskommissariat Ostland) er en australsk tidligere frisvømmer i 1950'erne og 1960'erne, der vandt sølvmedalje i 4x100 meter fri svømning stafet ved Sommer-OL 1960 i Rom. Konrads satte 12 individuelle verdensrekorder i sin karriere, og var efter karrieren den australasiatiske redaktør af magasinet Belle. Hun var sammen med sin bror John Konrads, der også satte adskillige verdensrekorder, og vandt en guldmedalje i 1500 meter fri svømning, også kendt som The Konrad Kids.